# わいせつ教員
わいせつ教員（わいせつきょういん、猥褻教員）とは、児童・生徒等に対してわいせつ行為に及んだ教員を示す。

## 概要
文部科学省の定義では「わいせつ行為等」とは、「わいせつ行為」および「セクシャル・ハラスメント」をいう。「不同意性交等、不同意わいせつ、公然わいせつ、わいせつ物頒布等、買春、痴漢、のぞき、陰部等の露出、青少年保護育成条例等違反、不適切な裸体・下着姿等の撮影（隠し撮り等を含む。）、わいせつ目的をもって体に触ること等の「わいせつ行為および犯罪には該当しないが他の同僚教職員や児童・生徒を不快にさせる性的言動の「セクシャル・ハラスメント」としている。
被害に遭うのは大多数が女子児童・生徒であるが、男子児童・生徒が被害者となるケースもある。
法施行2022年4月から3年が経過した2026年度から、18歳未満への性加害をした教職員について都道府県ごとに設置される審査会の意見を踏まえた上で再授与の可否が判断されるため、大分県など審査会の設置をする自治体がでてきた。

## 法令等
2020年時点での現行法では教員がわいせつ行為で懲戒免職となり、教員免許が自動的に失効しても、3年経てば、本人からの申請に基づき、都道府県教育委員会が教員免許を再交付することとなっていた。文部科学省は職業選択の自由を侵害することへの恐れからわいせつ教員の復職を制限する法令を策定することを断念したが、世論ではこれに対する批判から「子どもへのわいせつ行為の前歴がある人へ、教員免許再交付しないで下さい」というインターネット署名5万4000筆分が文部科学省に提出された。
後述の沖縄県でのわいせつ行為を受けた女子生徒自殺事件では、教員免許法では、懲戒免職などで教員免許が失効した教員について、教委が官報に氏名や免許状の種類などを公告する義務付けがあるにもかかわらず、沖縄県教育委員会が該当者の失効情報を官報に掲載していなかった。
2021年、議員立法として「教育職員等による児童生徒性暴力等の防止等に関する法律」が衆参両院の全会一致により成立し、2021年6月に公布された。これにより児童生徒にわいせつ行為をして懲戒免職となった教員に対し、失効した免許を再交付しない権限が都道府県教育委員会に与えられた。
文部科学省は懲戒免職理由が明らかではない従来システムを改め、2018年、免許を失効した元教員の名前や生年月日、本籍地を調べられる検索システムを導入し、2021年には検索期間を過去5年分から40年分に拡大した。さらに、都道府県教育委員会に氏名や処分理由の入力を義務付け、子どもにわいせつ行為をした教員の処分歴閲覧用データベースの作成を2022年度に着手する。
2024年6月、子どもに接する仕事に就く者が性犯罪歴がないか確認する制度「日本版DBS」を導入するための法律が成立した。。

## 対策
東京都教育委員会は2022年4月、「児童・生徒を教職員等による性暴力から守るための第三者相談窓口」を開設した。2024年、岡山県教委は教員によるスカート内盗撮や生徒へのキスなど不祥事が相次ぎ「岡山県の教育界はもう後がない」として緊急校長会議を行った。児童・生徒、保護者向けに相談窓口に関するリーフレットを配布し、教職員自身が点検できるチェックシートも導入した。

## 統計
2019年度までの5年間に猥褻・セクハラ行為で懲戒処分を受けた公立小中高校などの教員が千人を超え、このうち約半数が自校の教え子に加害行為をしていた。わいせつ行為やセクハラで懲戒処分を受けた公立小中高校などの教員は2019年度に273人で、2018年に次ぐ過去2番目の多さになっていた。また処分内容が体に触るが84名、性交が49名となっている。
2024年12月文科省が公表した人事行政状況調査で、2023年度に児童生徒ら子どもへの性暴力による処分は157人であった。発覚経緯が「窓口への相談」が9人となっていた。

## 背景
NPO法人性犯罪加害者の処遇制度を考える会・性障害専門医療センターSOMEC代表で精神科医の、福井裕輝は人口の5％程度は先天的な小児性愛者であり、小児性加害依存には治癒はなく、あるのは加害行為をしない回復の状況の維持だけだとしている。
性犯罪者の治療に携わる、筑波大学の原田隆之教授（犯罪心理学）とNPO法人「性犯罪加害者の処遇制度を考える会」の代表理事で精神科医の福井裕輝医師は、そもそも小児性愛（ペドフィリア）は再犯リスクが高く、教室という閉鎖空間に加害者を戻すことについて警鐘を鳴らしている。
イギリスに拠点を置く歌手で俳優のリナ・サワヤマは、当時は交際だと思っていたが振り返ると17歳の時に学校の教師からグルーミング被害に遭っていたと語っている。
教育現場から性犯罪を根絶するには教員の業務の見直しを図るべきであり、日本の教員は家庭訪問や子どもの悩み相談などで内面的な介入が求められ精神的にも距離が近くなり好意が発生する可能性が高い。仕事内容を見直さないと、ストレスフルな環境が続き、状況も変わらないとの京都教育大の榊原禎宏教授の指摘がある。
文科省の『妊娠の経過は取り扱わない』とするいわゆる歯止め規定があるため、授業では通常性交については教えていないが、児童を対象とした性犯罪や父親や兄、おじ、継父など親族らによる児童性的虐待が問題となっており、これらに被害児童の性に対する無知につけこんだケースが多い事から、思春期前のより早期からの性教育によって、子供に自身が性的搾取から保護されるべき権利主体である事を認識させようとする動きが見られる。子供への性虐待の研究では、加害者の中には多くの子ども達の中から拒否できない子を瞬時に見出す能力を持つ人間がいるため、アメリカでの小学校２年生女子へのレイプ事件をきっかけに生まれた子どもに対する暴力防止CAPプログラム（Child Assault Prevention)の受講や被害拡大することを防ぐために知識を得る性教育が有効としている。2020年度より、幼稚園、小・中学校、高等学校、大学で「生命の安全教育」という新しい教育を始める方針があるが、引き続き性行為や避妊は取り扱わない予定とされている。
特別支援学校などでは、不十分な性教育により性被害につながる危険性などが指摘されており、養護教諭らが勉強会を行っている。

## 事件

### 性加害

#### 性加害関連し死亡に至った事件
教員のわいせつ行為に対しては、2001年に起こったツーショットダイヤルを通じて12歳の女子中学生と知り合った中学生教師が被害者を手錠監禁し、車で移動中に女子中学生が飛び降り逃亡を図り通行したトラックに轢かれ死亡した中国自動車道女子中学生手錠放置事件をきっかけに、原則懲戒免職とすることが示されている。

#### 性加害の結果、自殺及び自殺未遂に至った事件
- 沖縄県の中学校で、部活動の副顧問をしていた男性教諭からわいせつ行為を受けた女子生徒が、高校進学後自殺した事件も起こっている[23]。

- 大分県立高校（校名は非公表）の男性教諭が、2018年10月以降に教え子の女子生徒に対して淫らな行為をし、女子生徒は関係に悩み自殺未遂し意識障害の状態となった。大分県教育委員会はこの男性教諭を2019年7月に懲戒免職処分としたが、生徒のプライバシーにかかわるなどの理由で公表していなかった。生徒の両親は2020年1月14日付で県を相手取り大分地方裁判所に提訴し係争中である[24]。

#### 女児・女子生徒への加害
- 平成20年（2008年）には宮城県立中学校で、陸上部顧問の男性教諭が女子生徒の自宅を訪問した際に女子生徒にキスをして、その後も複数回校内でキスをした上で着用している服を脱がすなどの行為を行った。目撃した講師が校長に報告し教員に注意をすると、女子生徒に対し「多分クビになる、クビになったら死ぬことしか考えられない」などと伝え、それを聞いた女子生徒は教師をかばう手紙を書いている。本件が明るみに出て教師は懲戒処分を受けたが、キスの事実の否認と女子生徒が嫌がっていなかったことを理由に、懲戒処分は裁量権を逸脱・濫用しており違法であるとしてその取消を請求したが、女子生徒が性的行為をある程度受容していたとしても相手方の同意に関わらず一律禁止する趣旨に照らし棄却されている[25]。

- 小学校3年生の担任が複数の受け持ち女児を呼び出し日々下着の中に手を入れるなどの猥褻行為を行い懲戒処分で失職となった教員が、その後障害のある子どもたちの支援施設に就労している実態もある[26]。

- 2018年に千葉市立小学校の元教諭の男（36）が担任をしていたクラスの女子児童7人にわいせつ行為をしたり、動画を撮影で逮捕。強制性交罪などで懲役14年判決が確定した。2013年から逮捕時まで犯行を繰り返した[27][28]。

- 2021年6月には、東京都足立区で33歳男性教諭が自分が5年間勤務する小学校の女子トイレに小型カメラを設置し、児童を撮影した疑いで児童ポルノ禁止法違反で再逮捕された。既に都迷惑防止条例違反容疑で逮捕されていた。同教諭は特別支援学級を担当していた[29][30]。横浜市教育委員会では2021年、男性教員（37）が修学旅行で脱衣所に盗撮用カメラを設置および児童の下着を盗んだことで逮捕されて懲戒処分を行った。[31]

- 2021年10月には、東京都板橋区で小学校教諭の男性29歳が教え子を教室に鍵をかけて閉じ込め、胸を触るなどのわいせつな行為をしたうえ口止めして逮捕された[32]。

- 2021年10月には兵庫県教育委員会が特別支援学級の女子生徒の下半身や胸を触るなどで男性教諭を懲戒免職処分とし、これを知りながら管理職に報告を怠った40代の女性教諭も減給処分とした[33]。

- 2023年9月には、練馬区立の中学校長（55）が執務室で少女の裸画像を所持したとして、児童買春・ポルノ禁止法違反（所持）の疑いで逮捕された。元の勤務先の少女生徒の裸が写っており、都教委の窓口に相談があり発覚した[34]。東京地裁では懲役9年判決となった[35]。

- 2024年1月には、新潟県教育委員会は県立学校の会計年度任用職員の男（37）を免職処分にしたことを発表した。男は勤務先の学校のトイレ内で女子児童に対してわいせつをして動画撮影を行い、それ以前にも更衣室やトイレで別の女子生徒に盗撮を行って2023年12月に起訴されている[36]。

- 2024年5月、丸亀市立城南小学校教諭（25）は小学校教室内で小型カメラを下着を見たいとの目的で設置したことにより、建造物侵入と県迷惑防止条例違反の疑いで再逮捕された[37]。

- 2024年5月、10代から20代の教え子ら女性7人に睡眠導入剤を飲ませ、抵抗できない状態で性的暴行を加えたことで、準強制性交罪や準強姦罪に問われた都城高専の元職員の男（59）は懲役23年の判決が言い渡された[38]。

- 2024年7月、東京高裁では準強姦未遂や児童買春・ポルノ禁止法違反（製造・所持）の罪に問われている元教諭の男（48）について一審判決を支持し懲役５年の有罪判決を言い渡した。都内小学校勤務時に女児の着替えを撮影、元教え子に性的暴行を加えていた[39]。

- 2024年7月、岐阜県教育委員会は、各務原市の市立小学校に勤務する男の教諭（60代）が勤務先の複数の女子児童にわいせつな行為をしたとして逮捕・起訴されていたことを公表した[40]。
- 2024年8月、勤務する中学校の女子生徒2人への不同意性交や児童買春・ポルノ禁止法違反などの罪で京都地裁において被告の男が懲役8年を言い渡された。被害者の特定を避けるため、被告の氏名などを秘匿されているが懲戒処分となっている[41]。

- 2024年12月、三重県で公立中学校の男性教師（27）は放課後の教室で生徒にキスをするなどわいせつな行為をして懲戒免職となった。男は嫌がってないので大丈夫と思ったと語り、女子生徒は我慢していたと証言している[42]。

- 2024年12月、熊本県ではサンダルの足に仕込んだスマートフォンで立ち話中の女子生徒のスカートの中を盗撮したとして、県央の高校教諭の男（52）が懲戒免職処分となった。背徳感スリルを得るため複数人に犯行を行っていた[43]。

- 2025年1月、市川市の市立小では、更衣室で録画中のスマートフォンが見つかり、その所有者の30代男性教諭に学校側の聞き取りをしたが、後に死亡した[44]。

- 2025年熱田区内の駅のホーム女性(15)のリュックサックに体液をかけ逮捕された名古屋市立の小学校の教師(42)は、女児の盗撮画像保有が判明し再逮捕された。秘匿性の高いSNSで女児の盗撮画像を共有する横浜市立小学校の教師（37）ら、およそ10人の教師とみられるメンバーが参加して画像共有していた。男は給食に体液を混入し笛に体液を付着させるなども行っていた。なお、体液を付着させる行為は器物破損や器物損壊の扱いとなっている[45][46]。

#### 男児・男子生徒への加害
- 2021年9月、大阪府警察は教え子の男子生徒にわいせつな行為をしたとして、府内の元私立中教諭の男37歳を準強制わいせつ容疑で逮捕、別の男子生徒に裸の動画を送らせたとして、滋賀県内の公立小学校の男性教諭32歳を児童買春・児童ポルノ禁止法違反（製造）容疑で書類送検した。後者はツイッターで女性になりすまし、約7年前から男子中高生ら400人以上にわいせつな動画を送付させていた[47]。

- 2021年8月には、大阪市内の私立高校の男子野球部員にわいせつな行為をしたとして、強制わいせつの疑いで同校野球部の元コーチ31歳が逮捕された[48]。

- 2022年3月、東京都教育委員会は女性教師（32）を2年前の当時の勤務先の男子中学生との性行為について懲戒免職とした[49]。

- 2024年1月には、修徳中学校・高等学校のサッカー部の監督であった男性教員（29）が複数の男子生徒に対しての不同意わいせつ容疑や性的画像強要などで逮捕されている[50][51]。

- 20年教員を勤めたと言う男は、教え子である男子小学生への2件の強制性交等罪、15件の強制わいせつ罪、49件の児童ポルノ禁止法違反で逮捕され、東京都の教員の公判の様子が報道されている。被害者秘匿のためか加害者名は公表されていない。保護者は加害者が性的知識がなく素直な息子を対象に欲望をぶつけ、息子から誘い喜んだかのように述べたことなどに怒りを表明している[52]。

- 東京・練馬区の区立中学校の教師が生徒の股間を触るなどをして事実を認めた後わいせつ行為の疑いで逮捕され、その後自殺したことについて、被害生徒が同級生などからひぼう中傷にあった。被害者は中学校が警察に通報義務があったのに怠ったことや中傷に適切な対応を行わなかったとして2024年2月、区に損害賠償を求める訴えを起こした[53]。練馬区教委は、2023年12月に外部有識者による特別対策委員会を設置したと報じられている[54]。

- 2024年10月、都立特別支援学校の女教諭（当時30歳）が、男子生徒（当時16歳）と2020年に乗用車車内で性的な行為をした容疑で児童福祉法違反に問われ、東京地裁で執行猶予付きの有罪判決を受けた[55]。

- 2024年11月、実習支援専門員男の男（30代）は勤務先の東京都内公立中学校の男子生徒への準強制性交等などの罪に問われ懲役7年（求刑懲役8年）の判決となった。過去にも子どもへの性犯罪歴があったが採用で自己申告であったため発覚しなかったと言う[56]。

- 2025年2月、名古屋市の自宅で15歳の少年への不同意性交罪で起訴された「児童虐待対応支援員」として勤務していた元名古屋市職員の男(55)は、他県で教諭を務めていた2009年に男子中学生にわいせつな行為をしたとして懲戒免職処分を受けていた。名古屋市の採用試験では処分歴は問われなかった[57]。

- 三重県内の公立中学校の養護教諭の女（27）が、男子中学生から相談を受けた際に抱きしめたり、キスなどを行い懲戒免職となった。女はSNSで生徒に対し、私を守ってなど自分の行為を擁護するよう依頼していた[58]。

#### 過去の性加害の告発
- 被害当時は幼く被害を訴えられない場合があり、2021年12月には、約30年前に元教師の男性から性暴力を受けたという三重県の40代の女性らは担任だった元教師から修学旅行などで胸を触られたり、キスをされたりして同窓会で被害者が複数いることが判明したことから、加害男性に直接面会し謝罪させ、市教育委員会に性暴力について適切な対応や予防策を求める要望書を提出した[59]。

- 2023年9月、北海道室蘭市で元教え子の女性2名を千枚通しで殺害しようとした罪で元室蘭市の中学教員だった男（74）が逮捕された。男は女性が中学生から高校生まで性的関係を持ち、それを元に友人女性と共にかつての関係について誠意を見せろと言われ300万渡したが、再度の要求を受けて犯行に及んだ[60]。

- 2024年10月、埼玉県教育委員会は21年前の当時小学校6年生だった男性からのHPを通じた性的被害の申し出を調査しその結果、県教育局の課長級の女性職員（52）を懲戒免職とした。女性職員は自宅や教室などで性器に触れキスをするなど行っており事実を確認した[61]。女性職員は当時男児を自宅に招き性交も試みていたと報道されている[62]。

- 2024年11月、過去に勤務していた学校の卒業生で当時高校に通っていた女子生徒へ6年前にわいせつな行為をしたとして、静岡県教育委員会は中学校に勤務する男性教師を懲戒免職処分とした[63]。

### 性加害に関する裁判
2025年、横浜市教育委員会では、教員による児童生徒へのわいせつ事件の公判に多数の職員を動員して傍聴させていたことが発覚して一般人の傍聴権利を侵害したことを謝罪した。延べ371人の職員が動員されていた。被害者からの教育委員会の職員に入って貰う希望に応じたと言う。

### 性的同意年齢
日本では明治時代に制定された性犯罪に関する制度の継続により、13歳の中学1年生から性行為に同意する能力があるとしている。2020年5月には、性的同意年齢を13歳からとしていた韓国では通信アプリのチャットルームで、脅迫などにより行わせた女性のわいせつな動画や画像を提供して暴利を得た「N番部屋事件」に中学生とみられる被害者が含まれていたことをきっかけとして年齢を16歳に引き上げた。またフランスも性犯罪事件によって15歳に引きあげた。日本は海外に比べて低い13歳となっているが、教員のわいせつ行為の懲戒免職の対象は、刑事罰の対象とならない行為も含み、児童生徒等の同意や暴行・脅迫等の有無を問わないとしている。
また教師や塾講師など信頼する身近な大人から猥褻行為や性暴力を受ける事件もあり、被害者が幼かった場合、被害者は自傷行為に陥ったり成長してからその意味を理解して深く傷つく場合がある。
2023年7月の刑法改正により「性交同意年齢」を条件付きで13歳から16歳に引き上げられた。また公訴時効も現在より5年延長し、施行5年後に性犯罪規定の見直しを検討する付則も設けられた。

### 学校関係者による性加害
教職員のみならず、定期健康診断で訪れる学校医による女子生徒などの盗撮が起こっている。2022年7月、京都府警では岡山市の医師の男（47）を岡山県迷惑防止条例違反容疑でペン型カメラで女子生徒の下着姿などを撮影した罪で逮捕した。また、大阪や兵庫の学校で、40人余りの女子生徒などを携帯電話やペン型のカメラで盗撮した医師の男（35）は児童ポルノ禁止法違反で保護観察の付いた執行猶予の判決を受けた。男は駅での盗撮や痴漢行為にも及んでいた。
なお、文部科学省は、2024年度から学校の健康診断について正確な診察に支障のない範囲で原則、上半身裸ではなく体操服などで体を覆うなど、子どものプライバシーや心情に配慮するよう全国に通知を行っている。

### 類似事件
- 2024年3月、大手学習塾で教え子の児童を繰り返し盗撮したなどとして、元講師の男性が逮捕され、懲役2年の判決となった。男は児童の名前や住所などをSNSのグループチャットに投稿していた[74]。

## 日本国外におけるケース

### イギリス
イギリスでは、内務省が所管するDBS（前歴開示および前歴者就業制限機構）が子供と一緒に働くことを禁じられた犯罪者等リストを整備し、子供と日常的に接触のある職につく場合に無犯罪証明書を発行している。また、イギリスでは性犯罪について公訴時効がない。